# Tjörn
La isla de Tjörn es una isla costera de Suecia situada frente a la costa del Kattegat, en el condado Bohuslän, en Västra Götaland. Con una superficie de 147.54 km², es la sexta mayor isla del país. Está conectada con Stenungsund a través del puente de Tjörn (Tjörnbron en sueco) y con la isla de Orust, al norte, a través del puente de Skåpesund (Skåpesundsbron). El centro habitado más grande de la isla es Skärhamn. Otros localidades, muchos de ellas pesqueras, son Rönnäng, Klädesholmen y Kyrkesund.
Durante los meses veraniegos la cantidad de gente sobre la isla se dobla, pasando de quince mil a casi treinta mil. La mayor parte del flujo turístico está concentrado en la parte sur de la isla. En Skärhamn se encuentran, entre otras cosas, el Nordiska akvarellmuseet y la oficina turística de la Bästkusten.